# 天天快递
天天快递是一家中国物流公司。由詹际盛于1994年在杭州创立。2010年4月起由海航集团60%控股。
2012年8月，申通以1.6亿收购天天快递。2017年1月，被苏宁全资收购。7月，京东商城因“综合服务质量较差”停用天天快递。10月，总部由杭州迁至南京。
该物流公司于深圳南山区的网点曾于2016年被曝出存在粗暴分拣、私拆快件的问题。2017年微博行业消费者态度榜中，天天快递负面评价达77%。

## 外部連結
- 官方网站